# سایکو تدی
«سایکو تدی (یعنی واقعاً می‌خوای که؟)» (به انگلیسی: Psycho Teddy (Do You Really Really Want To?)) که اغلب از آن به‌عنوان «سایکو تدی (سایکو تدی را فرا بخوان)» یاد می‌شود ترانه‌ای در سبک دنس پاپ از شخصیت داستانی سایکو تدی می‌باشد.